# Sipos-Sellő Ernő
Sipos-Sellő Ernő, Sipos Ernő (Lábod, 1883. december 13. – Budapest, 1945. július 30.) válogatott magyar labdarúgó, kapus. Polgári foglalkozása tőzsdebírósági hivatalnok.

## Családja
Szülei Sipos József grófi inas és Fülöp Rozália. Felesége Pekárovics Mária, akivel 1913. május 24-én kötött házasságot Budapesten.

## Pályafutása

### Klubcsapatban
1903-ban a bajnoki ezüstérmes BTC második számú kapusa volt. 1905 és 1913 között a MAC együttesében védett, ahol két bajnoki ezüst- és egy bronzérmet szerzett. A hatalmas termetű játékos kezdetben a régi iskola híveként főként lábbal védett és nem vetődött.

### A válogatottban
1903 és 1911 között öt alkalommal szerepelt a magyar válogatottban. 1903-ban két alkalommal, majd nyolc év után 1911-ben három alkalommal volt válogatott, a magyar csapat első nyugat-európai túráján.

## Sikerei, díjai
- Magyar bajnokság
  - 2.: 1903, 1906–07, 1908–09
  - 3.: 1907–08

## Statisztika

### Mérkőzései a válogatottban
| Magyarország | Magyarország      | Magyarország                | Magyarország  | Magyarország | Magyarország | Magyarország | Magyarország | Magyarország |
| #            | Dátum             | Helyszín                    | Hazai         | Eredmény     | Vendég       | Kiírás       | Gólok        | Esemény      |
| ------------ | ----------------- | --------------------------- | ------------- | ------------ | ------------ | ------------ | ------------ | ------------ |
| 1.           | 1903. április 5.  | Budapest, Millenáris-pálya  | Magyarország  | 2 – 1        | Csehország   | barátságos   | -            |              |
| 2.           | 1903. október 11. | Bécs, WAC-pálya             | Ausztria      | 4 – 2        | Magyarország | barátságos   | -            |              |
| 3.           | 1911. január 1.   | Párizs, Stade du CAP        | Franciaország | 0 – 3        | Magyarország | barátságos   | -            |              |
| 4.           | 1911. január 6.   | Milánó, Stadio Civico Arena | Olaszország   | 0 – 1        | Magyarország | barátságos   | -            |              |
| 5.           | 1911. január 8.   | Zürich                      | Svájc         | 2 – 0        | Magyarország | barátságos   | -            |              |
|              | Összesen          |                             |               | 5            | mérkőzés     |              | 0            | gól          |